# Luan de Oliveira
Luan Vilanova de Oliveira mais conhecido como Luan Oliveira (Porto Alegre, 22 de setembro de 1990) é um skatista profissional brasileiro e um dos mais influentes skatistas da sua geração de skaters no Brasil.

## Medalhas na Street League
Em sua primeira participação nos Street League no skate street (já tinha participado dos X Games no skate real street), Luan conseguiu a segunda colocação.
Na primeira linha da disputa, Luan estava praticamente sem chance de classificação, quando em sua última volta, acertou uma linha composta de: nollie backside flip  seguido de um extenso frontside flip sobre o corrimão, o que o ajudou a garantir sua vaga na grande final ao lado de Nyjah Huston, Ryan Decenzo, Ryan Sheckler e Chaz Ortiz.
Na grande final, Luan não conseguiu sair melhor que Nyjah Huston e ficou com o segundo lugar, já a terceira colocação ficou com Ryan Sheckler.
Em 2015, Luan inicia o ano ganhando o Tampa Pro (um dos mais tradicionais campeonatos de skate street) pela segunda vez, após isso venceu também a segunda etapa da Street League, em los angeles, e na terceira etapa em New Jersey, conquistou o bi-campeonato, com Nyjah Huston em segundo e o brasileiro estreante  Kelvin Hoefler em terceiro.

## Outras conquistas
Além do segundo lugar, Luan tem uma medalha de bronze nos X Games, e ainda outras grandes conquistas, como o bi-campeonato no Copenhague Pro, em Copenhagen, Dinamarca (ele ganhou street league 2010 e 2011); e várias etapas do Mundial de Skate Street, como por exemplo a etapa do Ceará. Ganhou o evento Maloof Money Cup na África do Sul em 2013 e venceu o Tampa pro 2013
Ficou com medalha de prata ao lado de Nyjah Houston, com medalha de ouro e Shane O'neill com bronze em uma das etapas classificatórias do Street League 2014.
Luan foi campeão do BATB 2018 realizado pelo The Berrics  em uma disputa final contra Chris Joslin.

## Ligação externa
Perfil no Street League (em inglês)